# Freihandelsabkommen zwischen Mexiko und der Europäischen Union
Das Freihandelsabkommen zwischen Mexiko und der Europäischen Union (offizielle Bezeichnung: Abkommen über wirtschaftliche Partnerschaft, politische Koordinierung und Zusammenarbeit zwischen der Europäischen Gemeinschaft und ihren Mitgliedstaaten einerseits und den Vereinigten Mexikanischen Staaten andererseits) ist ein multilaterales Handelsabkommen zwischen Mexiko und der Europäischen Union. Eines seiner Hauptziele ist die gegenseitige und schrittweise Liberalisierung des Waren- und des Dienstleistungsverkehrs zwischen den beiden Vertragsparteien.
Die Verhandlungen über die Modernisierung des Abkommens begannen im Jahr 2016. Am 21. April 2018 haben Mexiko und die Europäische Union eine grundsätzliche Einigung über die Ausarbeitung eines aktualisierten Handelsabkommens erzielt. Im April 2020 wurden die Verhandlungen abgeschlossen und der Vertrag wird EU-Parlament und den EU-Mitgliedstaaten vorgelegt werden.

## Geschichte
Das Freihandelsabkommen zwischen Mexiko und der Europäischen Union ist Teil des am 8. Dezember 1997 in der Stadt Brüssel unterzeichneten Abkommens über wirtschaftliche Partnerschaft, politische Koordinierung und Zusammenarbeit zwischen der Europäischen Gemeinschaft und ihren Mitgliedstaaten und den Vereinigten Mexikanischen Staaten.
Ziel dieses Abkommens ist die Stärkung der Beziehungen zwischen den Vertragsparteien in den Bereichen Politik, Handel und Wirtschaft sowie die verstärkte Zusammenarbeit in Bereichen wie Industrie, kleine und mittlere Unternehmen, Information und Kommunikation, Zoll, Landwirtschaft, Bergbau, Energie, Verkehr, Wissenschaft und Technik, Bildung, Kultur und Datenschutz. Die offiziellen Beziehungen zwischen Mexiko und der Europäischen Wirtschaftsgemeinschaft begannen 1975 basierend auf dem sogenannten Kooperationsabkommen, welches 1991 durch ein neues Rahmenabkommen ersetzt wurde. Diese Initiativen bildeten die Grundlage für den Beginn der Verhandlungen, die schließlich die Schaffung des Freihandelsabkommens von 1997 ermöglichten. Die Verhandlungen fanden zwischen dem 9. November 1998 und dem 24. November 1999 im Rahmen von neun Sitzungen statt. Diese Besprechungen führten zu den Beschlüssen des Gemischten Rates 2/2000 und 2/2001, die als rechtliche Grundlage des Abkommens gelten. Während der Beschluss von 2001 die Liberalisierung des Dienstleistungsverkehrs betrifft, bezieht sich der aus dem Jahr 2000 auf die Liberalisierung des Warenverkehrs.
Die Verhandlungen über das neue Abkommen zwischen Mexiko und der EU wurden im Mai 2016 aufgenommen. Bei einem Treffen am 21. April 2018 haben die EU-Kommissarin Cecilia Malmström und der mexikanische Wirtschaftsminister Ildefonso Guajardo Villareal eine Einigung über ein neues Handelsabkommens erzielt. Kernelemente sind die Abschaffung der Zölle für bestimmte Lebensmittel, der Umweltschutz, die Bekämpfung der Korruption, der Schutz des geistigen Eigentums und eine stärkere Förderung von Investitionen. Das im Jahr 2000 in Kraft getretene Abkommen wird weiter bestehen und durch das neue Abkommen ersetzt werden, sobald dieses ratifiziert wird. Ab Inkrafttreten können alle Waren zwischen der EU und Mexiko zollfrei gehandelt werden. Beide Seiten verpflichten sich zur Einhaltung des Pariser Klimaschutzabkommens, zum Schutz der Menschenrechte und zum Kampf gegen Korruption.

## Institutioneller Rahmen
Die offizielle Bezeichnung dieses Abkommens lautet Abkommen über wirtschaftliche Partnerschaft, politische Koordinierung und Zusammenarbeit zwischen der Europäischen Gemeinschaft und ihren Mitgliedstaaten einerseits und den Vereinigten mexikanischen Staaten andererseits. Das Freihandelsabkommen wird durch den Gemischten Rat geregelt, der mit dem Abkommen über wirtschaftliche Partnerschaft, politische Koordinierung und Zusammenarbeit eingerichtet wurde, und sich aus Mitgliedern der Regierung Mexikos, des Rates der Europäischen Union und der Europäischen Kommission zusammensetzt.
Des Weiteren gibt es einen Gemischten Ausschuss, der den Gemischten Rat unter anderem bei der Vorbereitung von Sitzungen und Beratungen unterstützt. Hierbei überwacht er die Umsetzung der Beschlüsse und Empfehlungen des Gemischten Rates und gewährleistet im Allgemeinen die ordnungsgemäße Durchführung des Abkommens. Darüber hinaus ist der Gemischte Ausschuss dazu verpflichtet, vorgeschlagene Beschlüsse oder Empfehlungen dem Gemischten Rat zur Genehmigung vorzulegen. Der Gemischte Ausschuss setzt sich aus Vertretern der Mitglieder des Rates der Europäischen Union und der Europäischen Kommission einerseits und Vertretern der Regierung Mexikos andererseits zusammen.
Der Gemischte Rat trifft sich zweimal im Jahr, während der Gemischte Ausschuss jährlich zusammentritt.

## Auswirkungen
Seit seinem Inkrafttreten hat der Vertrag zu einem Wachstum des bilateralen Handels bis 2017 um 243 % gegenüber 1999 beigetragen.
Es ist das einzige von Mexiko unterzeichnete Freihandelsabkommen mit einem entwickelten Handelspartner, in dem die Unterschiede im Entwicklungsstand der Volkswirtschaften ausdrücklich erwähnt werden und daher dem Land eine Vorzugsbehandlung gewährt wird. Dies gilt nicht für andere Verträge wie das NAFTA, in dem Mexiko, die USA und Kanada als gleich entwickelt gelten. Hinsichtlich der Ergebnisse im Handelswesen ist anzumerken, dass der Zeitplan für die Zollsenkung eingehalten wurde. Sowohl tarifäre als auch nichttarifäre Hemmnisse wurden erheblich reduziert, und in absoluten Zahlen hat der Handel deutlich zugenommen, sodass die Europäische Union zurzeit hinter den USA und China der drittgrößter Handelspartner Mexikos geworden ist.